# Anaerostipes butyraticus
Anaerostipes butyraticus es una especie de  bacteria grampositiva del género Anaerostipes. Fue descrita en el año 2010. Su etimología hace referencia a la producción de butirato. Es anaerobia estricta, inmóvil y formadora de esporas. Tiene un tamaño de 5-15 μm de largo, y crece en forma de filamentos. Forma colonias blancas, circulares, lisas, convexas y no hemolíticas. Temperatura de crecimiento entre 35-47 °C, óptima de 37-41 °C. Se ha aislado del intestino de un pollo. 